# ヨーロッパブナ (魚類)
ヨーロッパブナ (英: crucian carp、学名: Carassius carassius) はコイ科(Cyprinidae)の淡水魚。
その名の通り、ヨーロッパ原産種で、西はイギリスから東はロシアに分布し、生息域は北はスカンジナビアの北極圏、南はフランス中部や黒海に至る。湖沼やゆるやかな河川に棲息する。英名はクラシアンカープ (Crucian carp)で、イギリスにおいては外来種ではなく在来種であることが立証されている。
日本を含むアジアを原産とする資料もあるが、誤りであろう（日本の書籍でヨーロッパブナを固有種とするものはない）。これはヨーロッパブナの普通名、英語では"Crucian Carp"がフナ属の総称であること、また、その種小名が属名であることからの混同と説明できる。
中型のコイ科魚で、通常は体長15cm、体重 1.5 kg 未満くらいであるが、最大オスでは体長 64.0 cm が記録され、発表されている最高重量は 3 kg 。2-3年で成熟するが、現在の英国などでは、本来の20-30cm級の大きさにはなれず15-20cm級に成長どまり("stunted")しているという。
配色は、全体的に光沢ある金緑色とされるが、より詳細な文献によると、若い個体は全体が金色＝ブロンズ色だが、成長するにつれて黒味を帯びてきて、成魚は背縁は濃緑色・オリーブ濃茶色、側部上半はブロンズ色、側部下半と腹部が金色となり、胸鰭は赤みがかかった色・オレンジ色になる。体色には個体間の変化も見られる。
見分けのコツとしては、背びれのかたちが丸く凸扇型に湾曲しているのがヨーロッパブナの特徴で、背びれ外郭が凹型にくぼんでいるキンギョ系のフナ（下のギベリオブナの写真参照）と区別できる。
ヨーロッパブナは、大別して2タイプの体形を現わす。天敵(カワカマスやパーチ)と共存する水系では、ほっそりとした低体高の体形から、ずんぐりした高体高の体形（いわばヘラブナ形）に形態が変異する。
また、ヨーロッパブナとキンギョ系フナとの交配種がいることは、水槽生物飼育者(アクアリスト)界隈ではつとに知られており、野生で共存する生態系から雑種らしきものも報告されている。イギリスの研究者(Smartt 2007)は、実験室的な環境で、二つの種が確実に交配し、元気な生体の子孫を作ることができるとつきとめた。そのときの交配種は、繁殖力が乏しいまたは皆無だったが、ヨーロッパブナの在来種に外来遺伝子が混合することも危惧されており、また、雑種第一代(F1交配種)には、雑種強勢がみられるので在来種が駆逐されるという懸念もある。

## 釣り
英国のスポーツフィッシングでは、いわゆる「雑魚釣り部門」(Coarse fishing)に分類される釣魚であるが、英国の最重量記録は、2003年にMartin Bowlerが釣り上げた 2.085 キログラム (4ポンド9オンス) 、2011年には Joshua Blavins のタイ記録が認定された。近年、この重さを大きく上回る個体が何匹か記録申請されたが、それらは真正ヨーロッパブナではなく、交配雑種による"ブラウン色の金魚系の変種"とされたため却下されている。オランダでは、体長 54 cm、重さ 3キロの釣魚が撮影されている。

## キンギョ系との区別

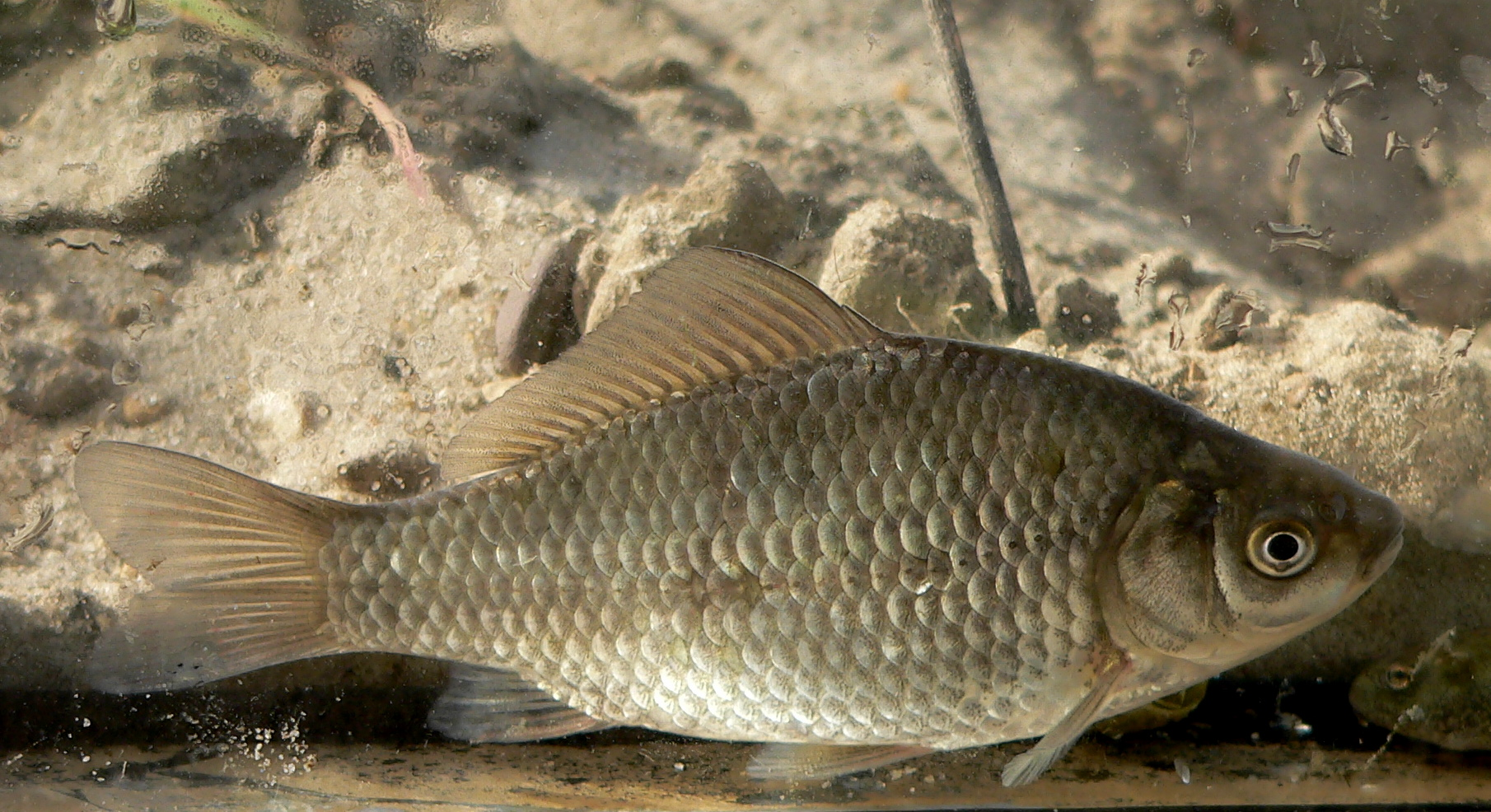
ギベリオブナ Carassius gibelio

キンギョ (Carassius auratus auratus)がクラシアンカープ（ヨーロッパブナの英名）の改良品種だとしている文献もあるが、「クラシアンカープ」というのはフナ属の総称でもあるから、まったくの誤りではないが、近年の遺伝子学研究でキンギョの祖先は、クラシアンカープ種ではなくギベリオブナ種であることは確立されているので、表現としては好ましくない。
以上は表現上の混同だが、実際問題として、クラシアンカープと金魚系雑種の見分けが必要となっている。そこで Farnham Angling Society の比較表にもとづき訳出・補遺したものが以下の表である:
| クラシアンカープ（ヨーロッパブナ)                                                                       | キンギョ系(ギベリオブナ)                      |
| --- | --------------------------------------------- |
| a) 鼻づらが丸っこい                                                                                     | a) 鼻づらがとがっている                       |
| b) 全体はかならず黄金ブロンズ色である。                                                                 | b) 灰色や緑っぽい個体がいる。                 |
| c) 側線のウロコが33枚以上 (33; 31-36 )                                                                  | c) 側線のウロコが31枚以下(27-31)              |
| d) 稚魚には尾の付け根に黒紋があるが、長じると消える "(尾柄(caudal peduncle)に一過性の黒ずんだ斑紋あり") | d) 尾に斑紋はない。                           |
| e) 背びれの最前条は軟条                                                                                 | e) 背びれの最前条が硬い                       |
| f) 背びれは、高まった幅が長く、凸扇型に湾曲し15軟条ある。                                               | f) 背びれは、凹にくぼみ、15以上の軟条がある。 |

## 利用
ヨーロッパブナは、淡水魚用の水槽でたまに飼われることもあり、ウォーターガーデン (Water garden) に放流されることもあるが、錦鯉やコイ科 オルフェ (Orfe) のような色彩豊かな魚のような人気がないため、一般に流通している観賞魚ではない。
だが、水産業においては、重要な養殖魚のひとつであるとされ、FAOの発表した2008年統計では養殖魚の世界ランク9位(1,957,337 tonnes, US$2,135,857,000)とされているが、これはアジア系のギベリオブナをヨーロッパブナの亜種とみなした上での統計であり、中国でのフナ養殖が大半を占める数値であることは明白である。
淡水魚漁獲データではFAO2006年統計で5.53(千トン)で漁獲量は13位の魚種で、内訳はカザフスタン2.2,日本1.12, セルビア0.84, モルドバ0.19、ウズベキスタン0.19、ポーランド0.13 等、となっている)。この統計では、ヨーロッパ各国の漁獲量は、ヨーロッパ産種を示すものと思われる。

### 各国の料理
- ポーランドでは、フナを「カラシュ」(ポーランド語: karaś)と呼ぶが、丸一匹フライパンで調理できるサイズ魚(Panfish)としては、もっとも美味とされているとある料理本は伝えるが、伝統料理はサワークリーム（シミェタナ）に浸した一品(karasie w śmietanie)がある[23]。
- ロシアでは、ヨーロッパブナ種は「金色ブナ」を意味する「ザラトーイ・カラースィ」 ロシア語: Золотой карась と呼ばれるようだが、フナをボルシチに仕立てたものは「ボルシチ・イズ・カラセーイ」 borshch iz karasej[24] (ロシア語: Борщ из карасе́й)あるいは「ボルシチ・ス・カラシャーミ」(ロシア語: Борщ с карася́ми)である。